# Triathlon zimowy
Triathlon zimowy jest odmianą triathlonu. Jak sama nazwa mówi, zawody odbywają się na śniegu. Zawodnicy kolejno: biegną (na nartach), jadą na łyżwach i na rowerze (po śniegu, błocie i drodze). Istnieje też inny wariant: biegi narciarskie, jazda na rowerze i bieg. W triathlonie zimowym nie ma oficjalnie ustalonych dystansów.